# Pan Popper i jego pingwiny
Pan Popper i jego pingwiny (ang. Mr. Popper’s Penguins) – amerykański film familijny z 2011 roku. Główną rolę w filmie zagrał komik Jim Carrey. Scenariusz oparto na powieści Richarda i Florence Atwater.

## Obsada
- Jim Carrey – Pan Popper
- Carla Gugino – Amanda
- Angela Lansbury – Pani Van Gundy
- Madeline Carroll – Janie Popper
- James Tupper – Rick
- Maxwell Cotton – Billy
- Pepper Binkley – Nauczyciel Tommy’ego
- Kelli Barrett – Pani Popper
- Dominic Colon – Tito
- David Krumholtz – Kent

## Wersja polska
Opracowanie wersji polskiej: Studio Sonica

Nagrania: Mafilm Audio Budapeszt

Reżyseria: Miriam Aleksandrowicz

Organizacja produkcji: Agnieszka Kudelska

W wersji polskiej udział wzięli:
- Waldemar Barwiński − Popper
- Lucyna Malec − Amanda
- Maciej Falana − Billy
- Ola Gajkowska − Janie
- Danuta Szaflarska − Pani Van Gundy
- Agnieszka Kudelska − Pippi
- Paweł Ciołkosz − Nat
- Miłogost Reczek − Yates
- Jerzy Molga − Franklin
- Robert Kudelski - Kent